# Alessio Scarpi
Alessio Scarpi (ur. 19 kwietnia 1973 w Jesolo) – włoski piłkarz, występujący na pozycji bramkarza. 

## Kariera
Scarpi karierę rozpoczynał w Cagliari Calcio. Jednak jeszcze przed debiutem w barwach pierwszej drużyny, odszedł do drugoligowej Regginy Calcio. W tej drużyny szybko przebił się do wyjściowej jedenastki, stając się bramkarzem numerem jeden w klubie. W 1997 po spadku Cagliari do drugiej ligi, powrócił do tej ekipy. Już pierwszym sezonie wywalczył z nią awans do pierwszej ligi. W Serie A zadebiutował 13 września 1998, w meczu przeciwko Interowi Mediolan, zremisowanym 2-2. W sezonie 1997/98 zajął dwunaste miejsce w lidze, jednak w następnym jego gra nie pomogła w uniknięciu degradacji do drugiej ligi. W lutym 2002 przeszedł do Interu Mediolan i jeszcze w tym samym miesiącu został wypożyczony do Ancony Calcio. Grał w niej do stycznia 2004. Wtedy to odszedł go Genoi CFC, w której występuje do dziś. W pierwszym sezonie mimo wywalczenia największej liczby punktów w Serie B, poprzez wybuch afery korupcyjnej jego drużyna została relegowana do Serie C. W 2006 powrócił do drugiej ligi, a w 2007 do Serie A.